# ایرنا
خبرگزاری جمهوری اسلامی (به انگلیسی: Islamic Republic News Agency) که بیشتر با سرواژه ایرنا (به انگلیسی: IRNA) شناخته می‌شود، نام خبرگزاری رسمی دولت جمهوری اسلامی ایران است. نام آن پیش از انقلاب ۱۳۵۷ ایران، خبرگزاری پارس (پانا) بود که در سال ۱۳۱۳ خورشیدی و به‌دستور رضاشاه، به عنوان زیرمجموعه وزارت امور خارجه ایران بنیان گذاشته شد.
ایرنا هم‌اکنون ۵۶ دفتر نمایندگی در مراکز استانها و شهرستانها و ۲۱ دفتر در سراسر جهان دارد. این خبرگزاری امروزه اخبار ایران و سراسر جهان را برای استفادهٔ نشریه‌ها و سازمان‌های داخلی روی خروجی‌های خود قرار می‌دهد.

## تاریخچه
بنیان ایرنا در سال ۱۳۱۳ خورشیدی و با گشایش «آژانس پارس» گذارده شد؛ بنگاه خبری که در چارچوب سازمانی وزارت امور خارجه و با هدف گردآوری، ترجمه و انتشار اخبار ایران و جهان به وجود آمد. نزدیک به چهار دهه بعد، وزارتخانه‌ای با عنوان اطلاع‌رسانی فعالیت خود را در دولت وقت آغازکرد و بدین ترتیب در سال ۱۳۴۲، آژانس پارس به «خبرگزاری پارس» با نام اختصاری «پانا» (PANA) تغییر نام داد. پیش‌از این، آژانس پارس برای مدتی به‌طور مشترک با رادیو فعالیت می‌کرد و تهیه‌کنندگی اخبار این رسانه را بر عهده داشت.
آژانس پارس از سال‌های نخستین فعالیت، همکاری‌های خود را با بنگاه‌های پرسابقه و مهم خبری غربی همچون «خبرگزاری فرانسه»، «آسوشیتدپرس»، «رویترز» و نیز خبرگزاری «آناتولی» ترکیه آغازکرد و در مسیر حرفه‌ای شدن گام برداشت.
تشکیل وزارتخانه «اطلاعات و جهانگردی» در سال ۱۳۵۳ سبب شد تا در خبرگزاری پارس نیز از نظر تشکیلاتی تغییراتی صورت گیرد. در این دگرگونی‌ها، خبرگزاری پارس از اداره کل خبرگزاری به سازمان خبرگزاری تبدیل و به عنوان یک شرکت سهامی دولتی شناسایی شد. اساسنامه آن نیز با ۲۳ ماده و هفت تبصره به تصویب نمایندگان مجلس شورای ملی رسید.
سه سال پس از پیروزی انقلاب اسلامی در دی ماه ۱۳۶۰، با تصمیم نمایندگان مجلس، خبرگزاری پارس به خبرگزاری جمهوری اسلامی با نام اختصاری «ایرنا» (IRNA) تغییر نام داد.
خبرگزاری ایرنا خبرگزاری مستقلی نیست و یک خبرگزاری دولتی به‌شمار می‌رود و زیر نظر وزارت فرهنگ و ارشاد اسلامی فعالیت می‌کند. خبرگزاری ایرنا در دو دهه اول پس از انقلاب خبرگزاری کلیت نظام جمهوری اسلامی و نه صرفاً دولت بود اما در دهه ۷۰ که جناح‌بندی‌های درون نظام جمهوری اسلامی پررنگ شد، ایرنا هم به پایگاه تبلیغاتی دولت تبدیل شد. این امر در دوره مدیریت فریدون وردی نژاد اتفاق افتاد که ایرنا را در برابر تهاجم و حملات گروه راست که بسیاری از نهادهای دولتی را در اختیار داشتند به پایگاه حمایت از دولت خاتمی تبدیل کرد. از آن پس هر دولتی که سر کار آمد از ایرنا برای تبلیغات اقدامات دولت استفاده کرد.

## نمایی از ایرنا
گردآوری اخبار ایران و جهان مهم‌ترین کارکرد و وظیفه بنیادین و اولیه ایرنا بود. اما بعدها کار نگارش گزارش‌های خبری، تحلیلی، تفسیری و پژوهشی، مصاحبه‌های تخصصی و نیز انتشار بولتنهای موضوعی، راهبردی و نظرسنجی را به عهده گرفت که همچنان ادامه دارد.
بخشی از فعالیت‌های ایرنا در وبگاه آن قابل دیدن و دسترسی است. پیش از سال ۱۳۷۶، اخبار ایرنا روی تلکس برای مسوولان دولتی و دیگر رسانه‌ها قابل دسترسی بود. در سال ۱۳۷۶ و پس از انتخاب سید محمد خاتمی به ریاست جمهوری و تشکیل دولت اصلاحات و تقویت وزارت فرهنگ و ارشاد اسلامی، وبگاه ایرنا به عنوان یکی از نخستین وبگاه‌های خبری فارسی‌زبان گشایش یافت.
بخش عمده کارکردهای پژوهشی خبرگزاری در اداره کل پژوهش و بررسی‌های خبری ایرنا صورت می‌گیرد. در این پیوند، کارکردهای پژوهشی یاد شده در کنار تولیدات خبری که در اتاق خبر ایرنا سامان می‌یابد، روی وبگاه ایرنا برای بهره‌مندی عمومی قابل دسترسی است. تهیه بولتن‌های پژوهشی، نمایه‌سازی روزنامه‌ها و نشریات، ایجاد بانک اطلاعاتی- خبری، انجام دادن طرح‌های نظرسنجی و مصاحبه‌های عمقی و حرفه یی، تحقیق، تفسیر و پژوهش در مورد طیف گسترده‌ای از اخبار روز و نیز فرایندهای داخلی و خارجی در حوزه‌های گوناگون در زمره وظایف «دفتر پژوهش‌ها و بررسی‌های خبری» قرار دارد. مدیریت این بخش از ایرنا را دکتر رستم پور بر عهده دارد و سر دبیر نظرسنجی خانم سلیمانی است.
ایرنا همکاری‌های حرفه‌ای با طیف گسترده‌ای از خبرگزاری‌های خارجی دارد؛ عضو بسیاری از گروه‌ها و ائتلاف‌های مهم رسانه‌ای بین‌المللی است؛ «خبرگزاری بین‌المللی اسلامی» (IINA) وابسته به «سازمان کنفرانس اسلامی»، «سازمان خبرگزاری‌های آسیا- اقیانوس آرام» (OANA)، «ائتلاف خبرگزاری‌های غیرمتعهدها» (NANAP)، «خبرگزاری اکو» (ECONA)، «خبرگزاری اوپک» (OPECNA) و «ائتلاف خبرگزاری‌های دریای خزر» (ACSNA) از جمله گروه‌های رسانه‌ای است که ایرنا در آن حضور و نقشی فعال دارد.
همکاری‌های ایرنا با خبرگزاری‌های جهان پس از انقلاب نیز ادامه یافت و توافقنامه‌های مهمی میان ایرنا و دیگر خبرگزاری‌های مهم آسیایی و منطقه‌ای همچون «شینهوا» (Xinhua) از چین، «ریانووستی» (RIA Novesti) و «ایتارتاس» (ITAR TASS) از روسیه، خبرگزاری «قنا» (QNA) از قطر، «یونهاپ» (Yonhap) از کره جنوبی و … به امضاء رسید.

### فرایند تهیه خبر
فرایند تهیه اخبار در ایرنا همچون بسیاری از خبرگزاری‌های حرفه‌ای به دست سردبیران، خبرنگاران حوزه‌های گوناگون و رابطان خبر صورت می‌گیرد. ایرنا در بیشتر استانها و شهرهای کشور و نزدیک به ۳۰ دفتر نمایندگی در سراسر جهان، خبرنگارانی دارد که کار گردآوری اخبار و گزارش‌ها و ارسال آن به سازمان مرکزی را بر عهده دارند. گردآوری اخبار و گزارش‌ها در شهرستان‌ها زیر نظر هشت منطقه خبری صورت می‌گیرد و هر منطقه تعدادی از استان‌های کشور را زیر پوشش قرار می‌دهد. اخبار و گزارش‌ها توسط رابطین خبری و خبرنگاران شهرستان‌ها تهیه و پس از ارسال به منطقه آن را به‌طور مستقیم بر روی خروجی‌های سازمان قرار می‌دهند که این اقدام به منظور تمرکززدایی و سرعت بخشیدن به ارسال خبرها صورت گرفته‌است.
فعالیت اداره کل اخبار خارجی به عهده هفت گروه اروپا، آمریکا، آسیا و اقیانوسیه، آفریقا، خاورمیانه، شبه قاره هند و آسیای میانه است که شامل اخبار انگلیسی، اخبار عربی، اخبار بین‌المللی فارسی و اخبار خارجی می‌شود.
در خبرگزاری جمهوری اسلامی، بخشی از اخبار در بخش شنود رادیو - تلویزیونی شبکه‌های بین‌المللی و نیز بخش ترجمه اخبار خارجی تهیه می‌شود. در این پیوند، روابط عمومی سازمان‌ها و وزارتخانه‌ها نیز اخبار مربوط به خود را به سازمان خبرگزاری جمهوری اسلامی اعلام و ارسال می‌کنند.

#### منطقه‌های خبری خارجی ایرنا
منطقه‌های خبری ایرنا در خارج از کشور شامل منطقه خاورمیانه و آفریقا به مرکزیت بیروت، منطقه اروپا و آمریکا به مرکزیت لندن، آسیا و اقیانوسیه به مرکزیت کوالالامپور و دفتر ارشد هند که پوشش خبری آسیای میانه و شبه قاره را به عهده دارند خبرهای تهیه شده در ۲۱ دفتر خارجی ایرنا و اخبار رابطین خبری و خبرنگاران آزاد ایرنا در سراسر جهان را به‌طور مستقیم بر روی خروجی‌ها ارسال می‌کنند.

#### خدمات سازمانی ایرنا
ایرنا به عنوان یکی از پیشگامان ورود اینترنت به ایران محسوب می‌شود و برای نخستین بار اینترنت با سرعت ۱۹٬۲۰۰B/s در این خبرگزاری به‌کارگیری شد و یک سال بعد سرعت آن به ۵۱۲KB/s ارتقاء یافت و سپس با پهنای باند ماهواره‌ای ۲MG/s به مشتریان خدمات می‌داد.
ایرنا همچنین خدمات اینترنتی به شرح ذیل به متقاضیان ارائه می‌نمود:
- ارائه نشانی پست الکترونیکی
- انتشار آگهی‌های تبلیغاتی موردی صفحات سایت ایرنا
- طراحی آگهی‌های تبلیغاتی
- ثبت نام اینترنتی

## دانشکده خبر و مؤسسه فرهنگی مطبوعاتی ایران
دانشکده خبر به دلیل نیاز نظام رو به توسعه رسانه‌ای کشور و نبود رشته‌های تحصیلی خبرنگاری در مراکز آموزش عالی توسط سازمان خبرگزاری جمهوری اسلامی پایه‌گذاری شد و از سال ۱۳۷۶، پذیرش دانشجو برای آموزش و تربیت خبرنگاران، دبیران، سردبیران و عکاسان خبری رسانه‌ها را آغاز کرد.
شورای عالی اداری در جلسه ۹۶/۱۰/۰۲ خود مصوب کرد که مؤسسات پژوهشی وابسته به دستگاه‌های اجرایی، از سال تحصیلی ۹۸–۱۳۹۷ به هیچ عنوان مجاز به پذیرش دانشجو در هیچ‌یک از مقاطع تحصیلی نمی‌باشند و مراکز مجری آموزش‌های علمی-کاربردی وابسته به دستگاه‌های اجرایی حداکثر تا پایان سال تحصیلی ۹۸–۱۳۹۷ تعطیل، یا با رعایت ضوابط به بخش خصوصی واجد شرایط واگذار خواهند شد.
در چارچوب همین مصوبه دانشکده خبر تهران از نیمسال تحصیلی ۱۴۰۰–۱۳۹۹ به مؤسسه فرهنگی مطبوعاتی ایران واگذار شد و فعالیت شعب استانی دانشکده خبر در شهرهای شیراز، مشهد، اهواز، اردبیل و میبد یزد به پایان رسید.
تأسیس مؤسسه فرهنگی مطبوعاتی ایران در سال ۱۳۷۳ نیز اقدامی در راستای تحقق اهداف رسانه‌ای سازمان خبرگزاری جمهوری اسلامی بود که زیر صاحب امتیازی ایرنا صورت گرفت. دو سال پس از آغاز به کار مؤسسه فرهنگی مطبوعاتی ایران، روزنامه ایران، روزنامه ایران سپید به عنوان نخستین روزنامه به خط بریل ویژه نابینایان و کم بینایان در سال ۱۳۷۵ انتشار یافت تا پنجره تازه‌ای رو به خبر را پیش روی آنان بگشاید. در ادامه، نیاز مخاطبان غیرفارسی زبان نیز سبب شد تا مؤسسه فرهنگی مطبوعاتی ایران روزنامه‌های الوفاق و ایران دیلی را به ترتیب به زبان‌های عربی و انگلیسی، از سال ۱۳۷۶ منتشر سازد. دیگر روزنامه زیر مجموعه مؤسسه فرهنگی مطبوعاتی ایران، ایران ورزشی است که سال‌ها در حوزه خبررسانی به ورزشکاران و ورزش دوستان فعالیت می‌کند. یکی دیگر از فعالیت‌های رسانه‌ای ایرنا، راه‌اندازی «ایرنا فیلم» در سال ۱۳۹۰ بود که به عنوان نخستین وبگاه اختصاصی فیلم خبری در ایران شناخته می‌شود. تازه‌ترین طرح‌های سازمان خبرگزاری جمهوری اسلامی، راه‌اندازی وبگاه «ایرنا مقاله» و نیز «مدرسه روزنامه‌نگاری» است که با هدف تبدیل به قطب مهم آموزشی و پژوهشی - خبری کشور در فضای مجازی صورت گرفته و فعالیت آن‌ها در شهریور ماه ۱۳۹۳ هم‌زمان با هفتهٔ دولت آغاز می‌شود.
در پی اقدام خبرگزاری جمهوری اسلامی (ایرنا) در درج اسامی مترجمان در ذیل خبرهای ترجمه‌شده، انجمن صنفی مترجمان ایران در نامه‌ای به‌طور رسمی از اقدام این نهاد خبری که در جهت حفظ حقوق معنوی مترجمان صورت گرفت، قدردانی کرد.

## خصوصی‌سازی
در حالی که قرار بود خبرگزاری ایرنا طبق اصل ۴۴ قانون اساسی به بخش خصوصی واگذار شود، پس از موافقت سید علی خامنه‌ای با درخواست علی‌اکبر جوانفکر، مدیر خبرگزاری ایرنا، مبنی بر مستثنی شدن ایرنا از فهرست شرکت‌های صدر اصل ۴۴، خصوصی‌سازی این خبرگزاری منتفی شد.

## ورود به دوران رقابتی
تا سال ۱۳۷۸ ایرنا، تنها خبرگزاری رسمی ایران بود. از سال ۱۳۷۸ در دوران ریاست جمهوری خاتمی خبرگزاری ایسنا تأسیس شد. با پایه‌گذاری ایسنا، دوران جدیدی از تنوع خبرگزاری در ایران آغاز شد. با ورود ایسنا، خبرگزاری ایرنا وارد دوران رقابتی شد و مرجعیت خبری انحصاری ایرنا مورد چالش جدی قرار گرفت. پس از ایسنا به تدریج خبرگزاری‌های جدید دیگری از سال ۱۳۸۱ نظیر خبرگزاری کار (ایلنا)، خبرگزاری مهر (۱۳۸۱) و … تأسیس شدند.

## آژانس عکس ایرنا
آژانس عکس ایرنا، مجموعه رسانه‌ای مبتنی بر تصویر است که زیر نظر سازمان خبرگزاری جمهوری اسلامی از مرداد ۱۴۰۲ فعالیت خود را آغاز کرده است. این آژانس با هدف تأمین نیاز مطبوعات داخلی و در مراحل بعدی تعامل با رسانه‌های خارجی تأسیس شده است.
این مجموعه به عنوان یک بخش مستقل در گروه عکس ایرنا مدیریت و پشتیبانی می‌شود و رسانه‌ها (چاپ و نشر آنلاین)، متخصصان (تبلیغات و طراحی گرافیک) و شرکت‌های بزرگ (طراحی داخلی، بازاریابی و ارتباطات) می‌توانند به‌صورت آنلاین از تصاویر منتشر شده استفاده کنند.
آرشیو تاریخی ایرنا، که اولین تصاویر آن به سال ۱۳۳۹ بازمی‌گردد در حال حاضر ۴ میلیون قطعه عکس منحصربه‌فرد در اختیار دارد. این آرشیو به مرور و در مناسبت‌های مختلف جهت استفاده علاقمندان، رسانه‌ها و محققان در آژانس عکس ایرنا منتشر می‌شود.
ایرنا هم‌اکنون ۵۶ دفتر نمایندگی در مراکز استانها و شهرستانها و ۲۱ دفتر در سراسر جهان دارد. گروه عکس این خبرگزاری امروزه تصاویر ایران و سراسر جهان را برای استفادهٔ نشریه‌ها و سازمان‌های داخلی روی خروجی‌های خود قرار می‌دهد.
ایرنا ایمجز یک وب سایت تجاری است که مشتریان از آن برای جستجو و خرید حقوق و دانلود تصاویر استفاده می‌کنند. قیمت تصاویر با توجه به وضوح تصویری و نوع حقوق متفاوت است. هزینه هر تصویر در داخل ایران معمولاً حدود یک میلیون تومان است.

## سردبیران و مدیران عامل
از ۱ مهر ۱۴۰۳ حسین جابری انصاری بعنوان مدیرعامل خبرگزاری انتخاب و معرفی شده‌است.

### رؤسای خبرگزاری
- محمدرضا شریف (اسفند ۱۳۵۷ - خرداد ۱۳۵۹)[۱۸]
- کمال خرازی (۱۳۵۹ تا ۱۳۶۸)
- حسین نصیری (۱۳۶۸ تا ۱۳۷۱)
- فریدون وردی‌نژاد (۱۳۷۱ تا ۱۳۸۰)
- عبدالله ناصری طاهری (۱۳۸۰ تا ۱۳۸۴)
- احمد خادم‌المله (۱۳۸۴ تا ۱۳۸۵)
- سید جلال فیاضی (۱۳۸۵ تا ۱۳۸۷)
- محمدجعفر بهداد (۱۳۸۷ تا ۱۳۸۸)
- علی‌اکبر جوانفکر (۱۳۸۸ تا ۱۳۹۱)
- مجید امیدی شهرکی (۱۳۹۱ تا ۱۳۹۲)
- محمد خدادی (۱۳۹۲ تا ۱۳۹۶)
- سید ضیاء هاشمی (۱۳۹۶ تا ۱۳۹۹)
- محمدرضا نوروزپور (۱۳۹۹ تا ۱۴۰۰)
- علی نادری بلداجی (۱۴۰۰ تا ۱۴۰۳)[۱۹]
- حسین جابری انصاری (۱۴۰۳ تاکنون)